# Tittakudi
Tittakudi es una ciudad y nagar Panchayat situada en el distrito de Cuddalore en el estado de Tamil Nadu (India). Su población es de 22894 habitantes (2011). Se encuentra a orillas del río Vellar, a 250 km de Chennai.

## Demografía
Según el censo de 2011 la población de Tittakudi era de 22894 habitantes, de los cuales 11549 eran hombres y 11345 eran mujeres. Tittakudi tiene una tasa media de alfabetización del 78,28%, inferior a la media estatal del 80,09%: la alfabetización masculina es del 87,76%, y la alfabetización femenina del 68,68%.